# مارك هاريسون (فنان ألعاب)
مارك هاريسون (بالإنجليزية: Mark Harrison)‏ هو فنان ألعاب بريطاني، ولد في 22 سبتمبر 1963.